# José Antonio Balseiro
José Antonio Balseiro (Córdova, Argentina, 29 de março de 1919 – Bariloche, 26 de março de 1962) foi um físico argentino.
José Antonio Balseiro nasceu em Córdova, quarto filho de Antonio Balseiro, emigrante da Espanha quando adolescente, e de Victoria Lahore, argentina de origem francesa.
Balseiro estudou na Universidade Nacional de Córdoba antes de seguir para La Plata, onde obteve um doutorado em física na Universidade Nacional de La Plata, orientado por Guido Beck. Em 1950 recebeu uma bolsa do Conselho Britânico. Devido ao montante da bolsa sua mulher e filha tiveram de permanecer na Argentina enquanto ele conduziu suas investigações de pós-doutorado na Universidade de Manchester, em um grupo sob a direção de Leon Rosenfeld.

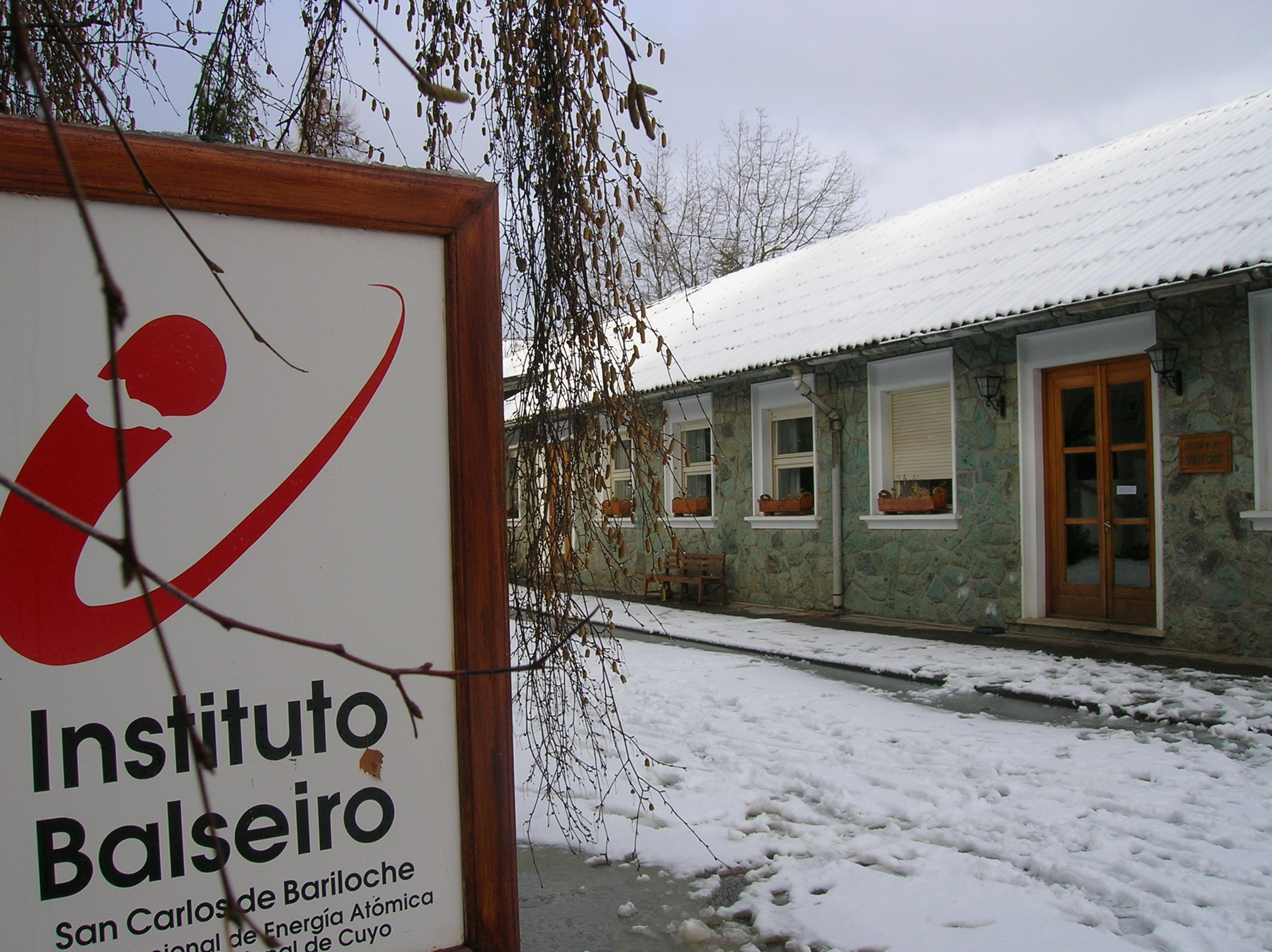
Instituto Balseiro

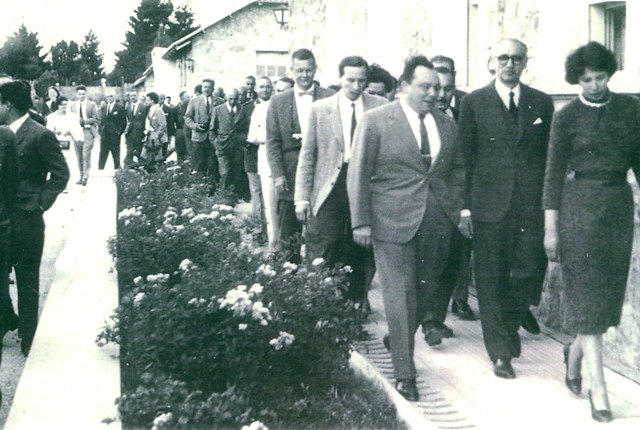
José Balseiro com o presidente Arturo Frondizi quando este último visitou o Instituto em 1960.

O governo argentino solicitou seu regresso para a Argentina em 1952, poucos meses antes do término de sua bolsa de estudos, a fim de integrar uma comissão de pesquisadores no Projeto Huemul, sob a direção de Ronald Richter que tencionava gerar energia por fusão nuclear. Os relatório técnicos firmados por Balseiro, Mario Báncora e outros membros da comissão convenceram Juan Domingo Perón de que o Projeto Huemul não tinha mérito centífico. Consequentemente o projeto foi desmantelado. Balseiro foi finalmente nomeado chefe do Departamento de Física da Universidade de Buenos Aires.